# Cantonul Saint-Amour
Cantonul Saint-Amour este un canton din arondismentul Lons-le-Saunier, departamentul Jura, regiunea Franche-Comté, Franța.

## Comune
- Balanod
- Chazelles
- Chevreaux
- Digna
- Graye-et-Charnay
- L'Aubépin
- Loisia
- Montagna-le-Reconduit
- Nanc-lès-Saint-Amour
- Nantey
- Saint-Amour (reședință)
- Saint-Jean-d'Étreux
- Senaud
- Thoissia
- Val-d'Épy
- Véria